# Marianna Ricciardi
Marianna Ricciardi (Napoli, 13 gennaio 1994) è un medico e politica italiana, dal 13 ottobre 2022 deputata alla Camera per il Movimento 5 Stelle.

## Biografia
Nata il 13 gennaio 1994 a Napoli, dove si è laureata con lode in medicina all'Università degli Studi Federico II con una tesi sull'utilizzo terapeutico della cannabis, iniziando a lavorare come medico durante la pandemia di COVID-19.
Partecipa alle parlamentarie del Movimento 5 stelle con un programma basato sul contrasto agli sprechi ed inefficienze in sanità che costano allo stato più del reddito di cittadinanza e ledono il diritto alla salute dei cittadini. Alle successive elezioni politiche del 2022 viene eletta deputata con la lista Movimento 5 Stelle nel collegio plurinominale Campania 1 - 01. Nella XIX legislatura della Repubblica è componente della 12ª Commissione Affari sociali. Come parlamentare e membro della Commissione Affari Sociali partecipa a convegni, mostre ed audizioni principalmente sui temi del servizio sanitario nazionale. Ha presentato emendamenti per estendere la prevenzione sull'epatite C, proposte di legge per recuperare risorse dal problema della medicina difensiva e dalla legalizzazione della cannabis nonché svariati atti parlamentari per migliorare il sistema delle cure in Italia.